# Wormaldia nabewarinus
Wormaldia nabewarinus là một loài Trichoptera trong họ Philopotamidae. Chúng phân bố ở miền Cổ bắc.